# 布扬特
布扬特（法語：Bouillante，法語發音：[bujɑ̃t] ⓘ）是法国海外省瓜德罗普的一个市镇，属于巴斯特尔区。

## 地理
布扬特（16°7'57"N, 61°46'11"W）面积43.46 平方千米，位于法国海外省瓜德罗普。
与布扬特接壤的市镇（或旧市镇、城区）包括：潘特努瓦尔、珀蒂堡、维约萨比唐。
布扬特的时区为UTC−04:00（大西洋时区）。

## 行政
布扬特的邮政编码为97125，INSEE市镇编码为97106。

## 政治
布扬特所属的省级选区为圣罗斯第一县、维约萨比唐县。布扬特的现任市长为蒂埃里·阿贝利（Thierry Abelli）先生，任期为2020-2026年。

## 人口

1962-2008年间布扬特人口变化图示

布扬特于2022年1月1日时的人口数量为6381人。